# Kurnia Sandy
Kurnia Sandy (Semarang, Indonesia; 24 de agosto de 1975) es un exfutbolista de Indonesia que jugaba en la posición de guardameta. Actualmente es el entrenador de porteros de la selección nacional femenil.

## Carrera

### Club
| Periodo   | Club               | Apariciones |
| --------- | ------------------ | ----------- |
| 1994–1996 | Pelita Jaya        | 18          |
| 1996–1997 | UC Sampdoria       | 2           |
| 1997–2000 | Pelita Jaya        | 50          |
| 2000–2001 | Persikabo Bogor    | 28          |
| 2001–2003 | PSM Makassar       | 30          |
| 2003–2006 | Arema Malang       | 76          |
| 2006–2008 | Persik Kediri      | 45          |
| 2008–2009 | Persebaya Surabaya | 18          |
| 2009–2010 | Mitra Kukar        | 19          |
| 2010–2011 | Bandung FC         | 12          |

### Selección nacional
Jugó para Indonesia en 24 ocasiones de 1995 a 1998 y participó en la Copa Asiática 1996.

## Logros
- First Division: 2004
- Copa de Indonesia: 2005, 2006